# Rhododendron hillieri
Rhododendron hillieri är en ljungväxtart som beskrevs av Davidian. Rhododendron hillieri ingår i släktet rododendron, och familjen ljungväxter. Inga underarter finns listade i Catalogue of Life.